# ولفگانگ شویبله
ولفگانگ شویبله (انگلیسی: Wolfgang Schäuble؛ زادهٔ ۱۸ سپتامبر ۱۹۴۲ – درگذشتهٔ ۲۶ دسامبر ۲۰۲۳) یک سیاستمدار اهل آلمان بود. وی در دولت‌های هلموت کوهل و آنگلا مرکل وزیر کشور آلمان بود.

## بیماری و مرگ
شویبله هنگام رفتن به بروکسل برای نشست اضطراری وزرای دارایی اتحادیه اروپا در ماه مه ۲۰۱۰، به دلیل عوارض یک عمل قبلی و واکنش آلرژیک به یک آنتی بیوتیک جدید به بخش مراقبت های ویژه یک بیمارستان بلژیکی منتقل شد. در آن زمان، رسانه های خبری آلمان در مورد استعفای او و حتی شانس زنده ماندن او گمانه زنی کردند. آنگلا مرکل در سال ۲۰۱۰ دو بار پیشنهاد وی را مبنی بر کناره‌گیری از قدرت رد کرد.
شویبله در ۲۶ دسامبر ۲۰۲۳ در سن ۸۱ سالگی بر اثر سرطان درگذشت. او چند روز قبل از مرگش، برای این بیماری در کلینیک‌های هیلبرون تحت درمان قرار گرفت. فرانک والتر اشتاین‌مایر، رئیس‌جمهور آلمان به خاطر مرگ وی دستور برگزاری مراسم دولتی داد.